# Wymysłów Francuski
Wymysłów Francuski – wieś w Polsce położona w województwie łódzkim, w powiecie pabianickim, w gminie Dobroń. Wchodzi w skład sołectwa Wymysłów, którego częścią składową jest też Wymysłów-Piaski. 
W latach 1975–1998 miejscowość administracyjnie należała do województwa sieradzkiego. 
Łącznie mieszka tu zaledwie ok. 86 osób. 
We wsi jest cegielnia. Nazwa „Francuski” wywodzi się z XVIII w. i nadana została za sprawą markiza Stanisława Jana de Boufflers, który uciekając przed następstwami rewolucji francuskiej schronił się w Prusach. Była to znana osobistość - do chrztu trzymał go sam król Stanisław Leszczyński. W 1784 r. został marszałkiem polnym, a w rok później gubernatorem Senegalu. W 1789 r. zasiadał w Zgromadzeniu Narodowym Francji. W Prusach przyjęto go do Akademii Berlińskiej. Dzięki koneksjom na dworze pruskim otrzymał od króla folwark Wymysłów tytułem wieczystej dzierżawy liczący 38 włók miary magdeburskiej (ok. 10 ha) „wraz z prawem pasania 18 sztuk bydła w lasach skarbowych, bezpłatny deputat drzewny z tych lasów i drzewo w miarę potrzeby, wreszcie pańszczyznę od 6 chłopów z Mogilna”. Ponadto z funduszy rządowych wybudowano mu potrzebne budynki i zakupiono inwentarz gospodarski. Stosowny dokument w tej sprawie podpisano 27 VI 1800 r. w Pabianicach. Oprócz markiza w Wymysłowie osiedlili się: hrabina de Salles, markiz de Puissseux i kawaler Saint Angel. Pobyt Francuzów nie trwał tu długo. Obdarowany Wymysłowem markiz Boufflers jeszcze w 1800 r. sprzedał folwark Ferdynandowi Oppeln-Bronikowskiemu za 3300 talarów. Po Francuzach pozostała tylko nazwa.
Pod koniec XIX w. było tu 7 domów i 65 osób. Przed I wojną św. majątek należał do Chodakowskich. Po dawnym folwarku do dziś zachowały się tylko resztki parku z alejami kasztanowców.
W Piaskach znajduje się największy na Ziemi Sieradzkiej cmentarz wojenny z I wojny św. Jest pamiątką po bitwie o Łódź, która miała miejsce w okresie od 17 do 24 XI 1914 r. Na tablicy następujący napis: „Teren cmentarza wojennego z okresu I wojny św.. Miejsce spoczynku 654 żołnierzy: INF.RGT. 14,48, 49, 71, 95,96,140,149 LDST. INF.BTL. SCHRIMM, COBLENC, AACHEN, SAMTER, MUNSTER ERS. BTL.LDW. GREN. RGT. 100 ERS. BTL. GREN. RGT. 7, MG. K. LDW. INF.RGT. 829 ARMII NIEMIECKIEJ GEN. AUGUSTA VON MACKENSENA. Miejsce spoczynku 71 żołnierzy: 150 INF. PGT. 17 BRG. ART., 7 SIB. SCH. 5 ARMII ROSYJSKIEJ GEN. PAWŁA PLEHWEGO oraz nieustalonej liczby żołnierzy N.N. poległych w grudniu 1914 r. w bitwie o miasto Łódź”.